# Jowita Budnik

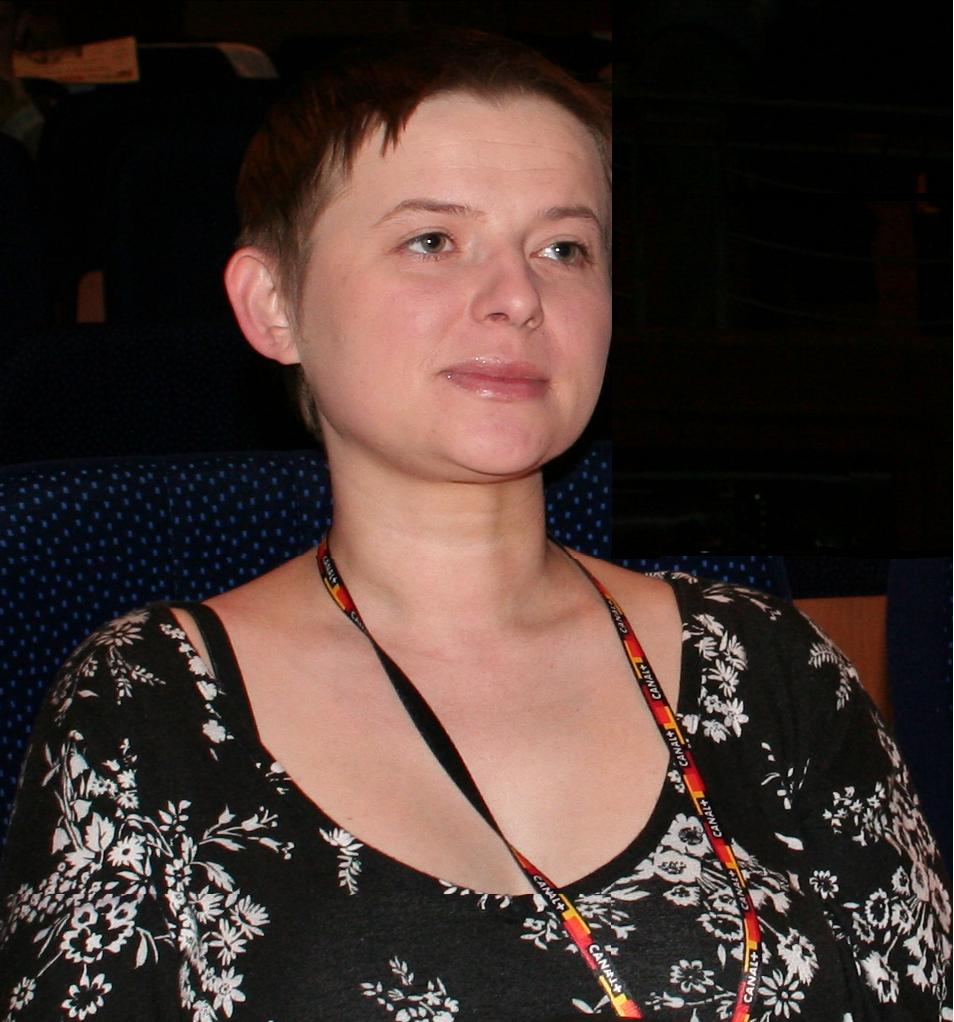
Jowita Budnik im Jahr 2006 beim Polnischen Filmfestival Gdynia

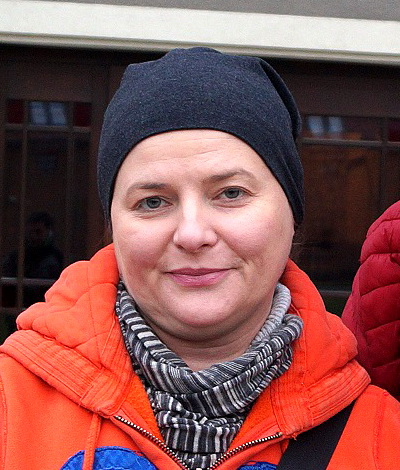
Die Schauspielerin im Jahr 2018

Jowita Budnik (geborene Miondlikowska; * 28. November 1973 in Warschau, Polen) ist eine polnische Schauspielerin.

## Leben
Jowita Budnik kam in der polnischen Hauptstadt Warschau zur Welt und sammelte dort erste Schauspielerfahrungen im Jugendzentrum des Teatr Ochoty. Sie studierte später am Institut für Angewandte Sozialwissenschaften der Universität Warschau und gastierte im Anschluss am Teatr Ochoty und Teatr Powszechny, am Teatr Studio und Teatr Kamienica.
Bereits im Teenageralter gab sie ihr Filmdebüt in Radosław Piwowarskis Film Die Liebhaber meiner Mutter. Seitdem trat sie immer wieder in Film und Fernsehen auf und wurde seit den 2000er Jahren zu einer gefragten Schauspielerin. Ihr Durchbruch im Film kam auch dadurch zustande, dass sie in den 1990ern das erfolgreiche Autoren- und Regiepaar Joanna Kos-Krauze und Krzysztof Krauze traf. Die beiden besetzten Jowita Budnik bis Krauzes Tod 2014 für alle ihre nachfolgenden Filme, wodurch sich Budniks Popularität weiter erhöhte. Für ihre Rolle in dem 2006 veröffentlichten Film Plac Zbawiciela wurde sie beim Polnischen Filmfestival Gdynia und beim Polnischen Filmpreis jeweils als Beste Hauptdarstellerin ausgezeichnet. 2014 wurde sie für ihre Darstellung in der Filmbiografie Papusza – Die Poetin der Roma, in der sie die polnische Roma-Dichterin und -Sängerin Bronisława Wajs spielte, noch einmal für diesen Preis nominiert. 2020 (für Ikar. Legenda Mietka Kosza) und 2022 (für Wszystkie nasze strachy) erfolgten weitere Nominierungen, diese Male als Beste Nebendarstellerin. Für ihre Rolle in dem Film Ptaki śpiewają w Kigali wurde sie 2017 auf dem Internationalen Filmfestival Karlovy Vary und dem Polnischen Filmfestival Gdynia zusammen mit Eliane Umuhire als Beste Hauptdarstellerin prämiert.
Sie ist seit 2005 mit Jarosław Budnik verheiratet. In vielen Produktionen danach wurde sie jedoch noch als Jowita Miondlikowska in der Besetzungsliste geführt.

## Filmografie
- 1985: Die Liebhaber meiner Mutter (Kochankowie mojej mamy)
- 1995: Die Verwandlungsmaschine (Maszyna Zmian)
- 2004: Mein Nikifor (Mój Nikifor)
- 2006: Plac Zbawiciela
- 2012: Wszystko przed nami
- 2013: Papusza – Die Poetin der Roma (Papusza)
- 2015–2017: M jak miłość (Fernsehserie, 34 Folgen)
- 2015: Nenn mich Marianna (Mów mi Marianna, Dokumentarfilm)
- 2017: Ptaki śpiewają w Kigali
- 2018: Das Geheimarchiv im Warschauer Ghetto (Who Will Write Our History)
- 2019: Ikar. Legenda Mietka Kosza
- 2021: Wszystkie nasze strachy
- 2025: Families Like Ours

## Auszeichnungen
- 2006: Polnisches Filmfestival Gdynia – Beste Hauptdarstellerin (in dem Film Plac Zbawiciela)
- 2007: Polnischer Filmpreis – Beste Hauptdarstellerin (in dem Film Plac Zbawiciela)
- 2017: Polnisches Filmfestival Gdynia – Beste Hauptdarstellerin (in dem Film Ptaki śpiewają w Kigali) (geteilt mit Eliane Umuhire)
- 2017: Internationales Filmfestival Karlovy Vary – Beste Hauptdarstellerin (in dem Film Ptaki śpiewają w Kigali) (geteilt mit Eliane Umuhire)